# Gaa jezik
Gaa jezik (ISO 639-3: ttb; nazivan i tiba), bantoidski jezik u nigerijskoj državi Adamawa. Govori ga oko 10 000 ljudi (1997 R. Boyd) na platou Tiba, sjeverno od planina Shebshi.
S još četiri druga jezika dirim [dir], dong [doh], lamja-dengsa-tola [ldh] i samba daka [ccg] čini dakoidsku podskupinu.

## Vanjske poveznice
- Ethnologue (14th)
- Ethnologue (15th)
- The Gaa Language